# シロバナサクラタデ
シロバナサクラタデ（白花桜蓼、学名: Persicaria japonica）は、タデ科イヌタデ属の多年草。同属のサクラタデ P. odorata subsp. conspicuaによく似る。

## 特徴
細長い地下茎があり、地中を横に這う。茎は直立し、上部で分枝して高さ40-100cmになり、節はややふくらむ。葉は互生し、短い葉柄があるか、またはほとんど無柄で、葉身は披針形から長楕円状披針形で、先端は鋭形、縁は全縁、基部はくさび形になり、長さ7-16cm、幅1-2.4cmになる。葉の質はやや厚く、葉脈と縁にごく短い伏した毛が生え、両面に腺点がある。托葉鞘は長さ1.5-2cmになる筒型で、伏した毛が生え、鞘の縁の毛は長く、腺点はあるかまたはない。
花期は8-11月。花序は茎先に数個つき、ふつう細長く、先端は垂れ、偽総状にややまばらに花をつけるが、晩秋に咲くものは花序が太く短くなって花を密につける。サクラタデと同様に異型花柱性で、雌蕊が長く雄蕊が短い長花柱型と雌蕊が短く雄蕊が長い短花柱型の両型の花をもつ個体が混生した条件で、双方の型の間で花粉のやり取りがなければ結実しない性質をもつ。花柄の長さは3-4mm。花冠裂片に見えるのは萼裂片で、萼は5深裂し、裂片は長さ2.5-3mmで半開し、白色でときに先端が淡紅色をおび、腺点があるかまたはない。雄蕊は8個あり、葯は白色でときに淡紅色、花柱は2-3個あり、長花柱型では花柱が萼裂片より長く、短花柱型では雄蕊が萼裂片より長い。果実は3稜形、レンズ形または倒卵形の痩果で、黒色で光沢があり、長さ2.5-3mmになる。染色体数は2n=40, 44, 50。

## 分布と生育環境
日本では、北海道、本州、四国、九州、琉球に分布し、湿地や湿った草原に生育する。世界では、朝鮮半島南部、中国大陸東部、台湾に分布する。

## 名前の由来
和名シロバナサクラタデは、「白花桜蓼」の意。花が白色で同属のサクラタデに似ているのでいう。
また、1856年（安政3年）に出版された飯沼慾斎の『草木図説』前編20巻中第7巻「白花サクラタデ」には、「宿根ニ乄（して）直立スルノ性アツテハ。サクラタデニ同シ。故ニ或ハ白花サクラタデトス」とある。
種小名（種形容語）japonica は、「日本の」の意味。

## 下位分類
ケサクラタデ Persicaria japonica (Meisn.) Nakai ex Ohki var. scabrida (Steward) Yonek. (2012) - 台湾から南西諸島にかけて分布するものは葉に生える毛の密度に変異が大きく、葉の両面に剛毛が密生するものを変種とする。過去に独立種 Polygonum omerostromum Ohki (1925)とされていたこともある。

## 分類
本種は、近縁で同属イヌタデ節 Sect. Persicaria に属するサクラタデ P. odorata subsp. conspicua に似る。両者の違いは、シロバナサクラタデは、苞当たり4-6個の花をつけ、ふつう白色でときに先端部分が帯紅色になり、茎が下部で分枝しないで、枝先につく花序は複数ある。それに対し、サクラタデは、苞あたり2-3個の花をつけ、色は淡紅色になり、茎が下部で分枝し、枝先につく花序はふつう1個である。

## ギャラリー

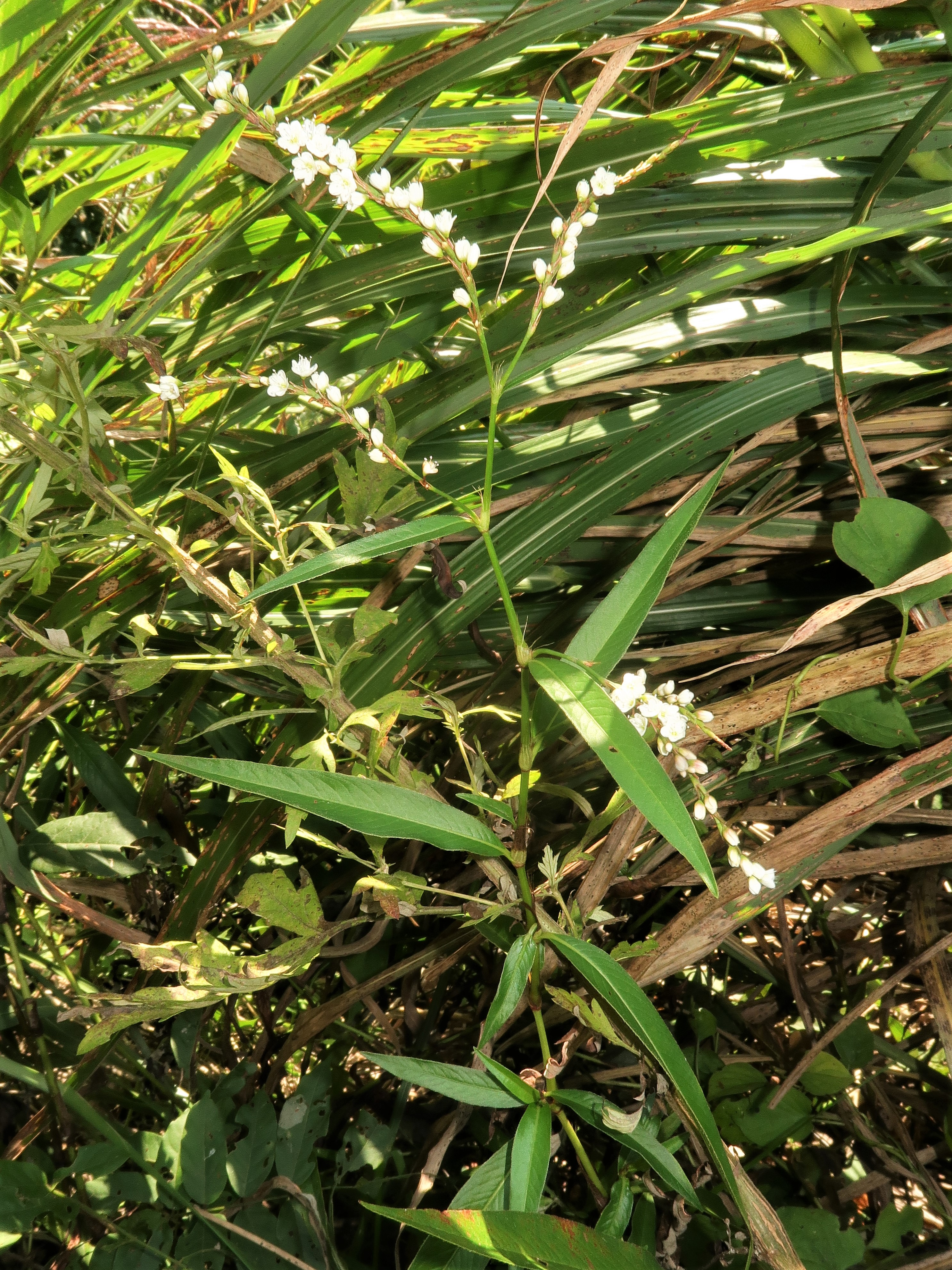
花序は茎先に数個つき、先端は垂れ、偽総状にややまばらに花をつける。
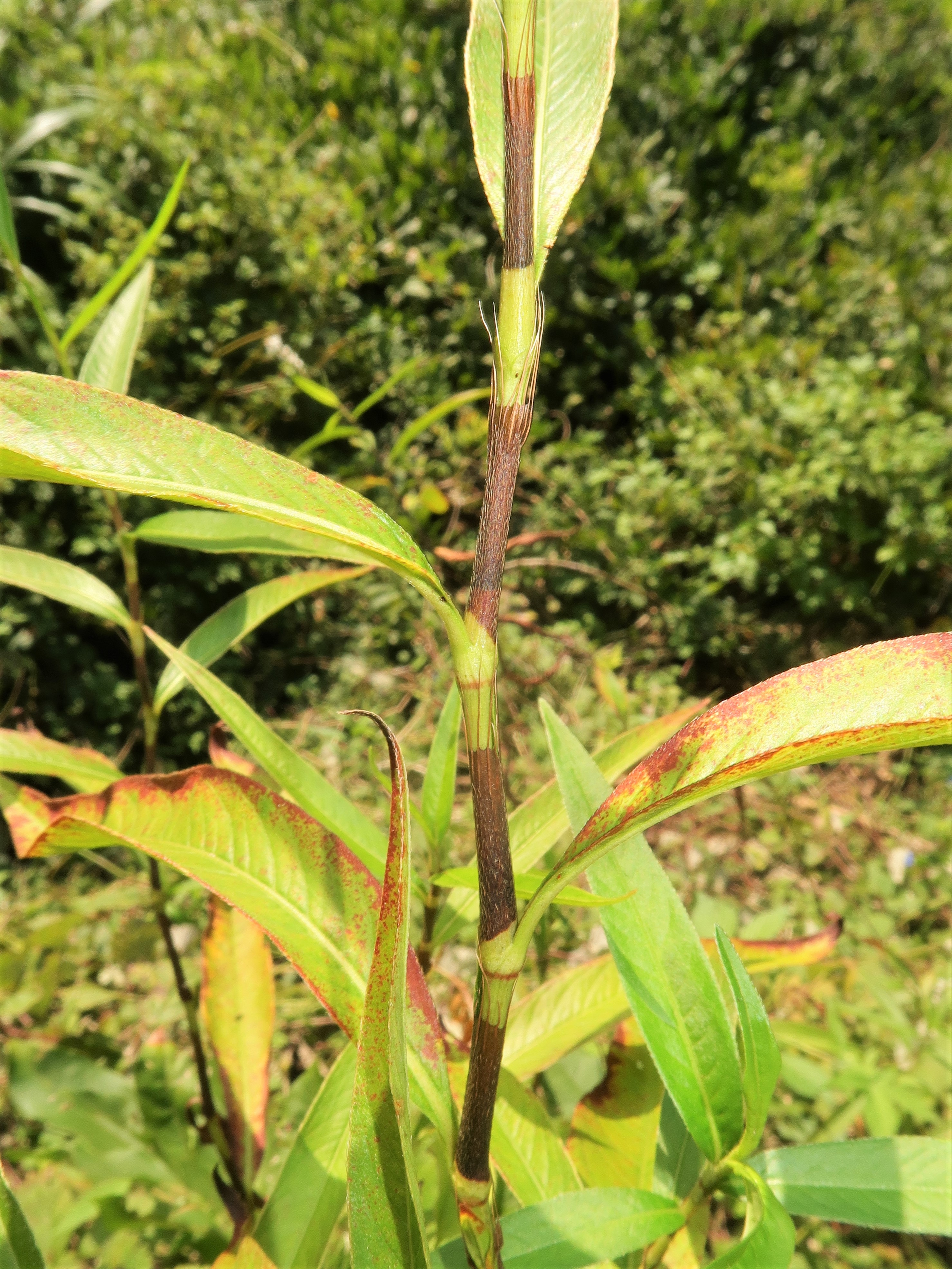
節はややふくらみ、托葉鞘は筒型で、伏した毛が生え、鞘の縁の毛は長い。
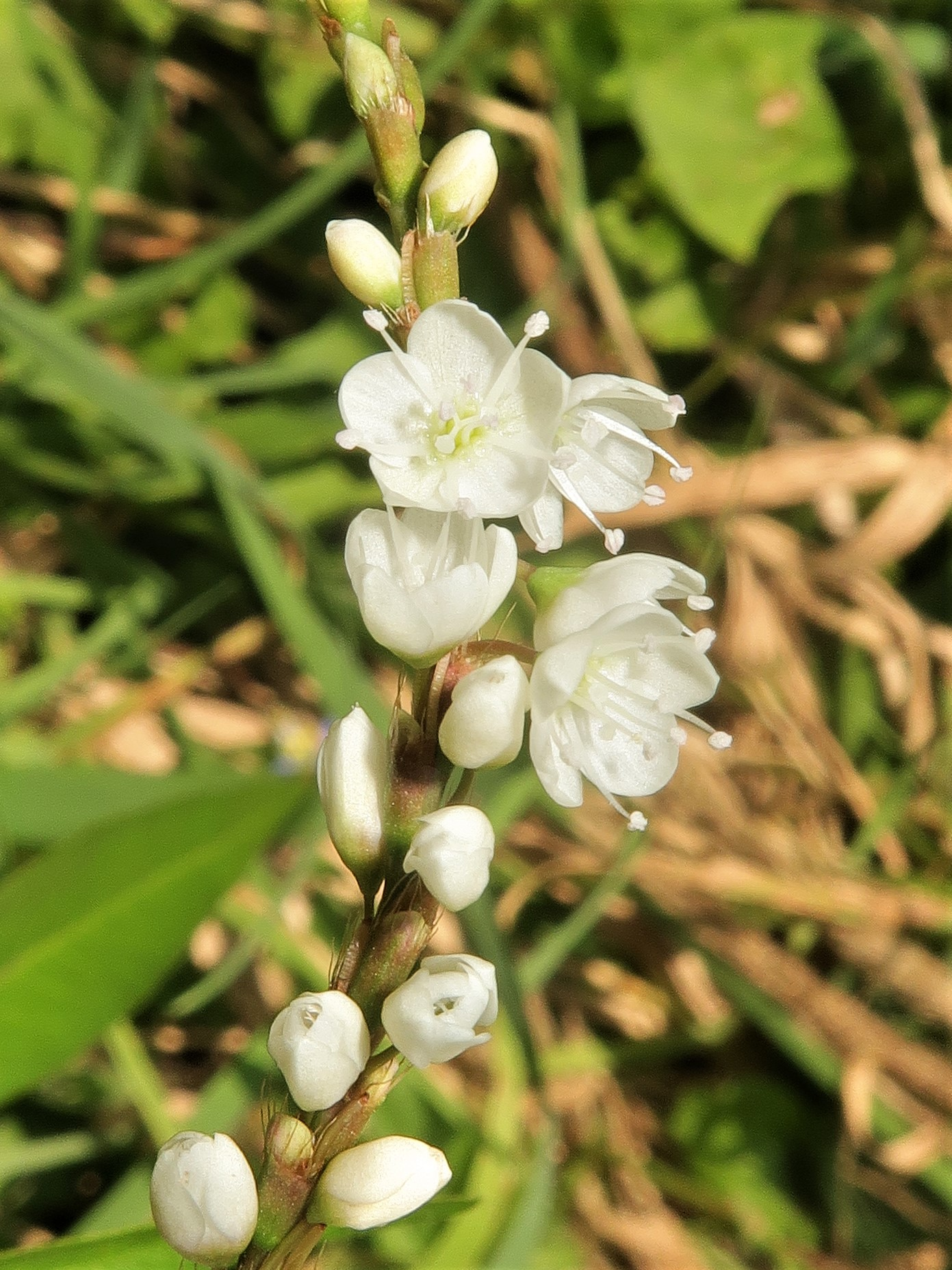
短花柱型の花。中心の3個の雌蕊が短く、周囲の雄蕊が長い。
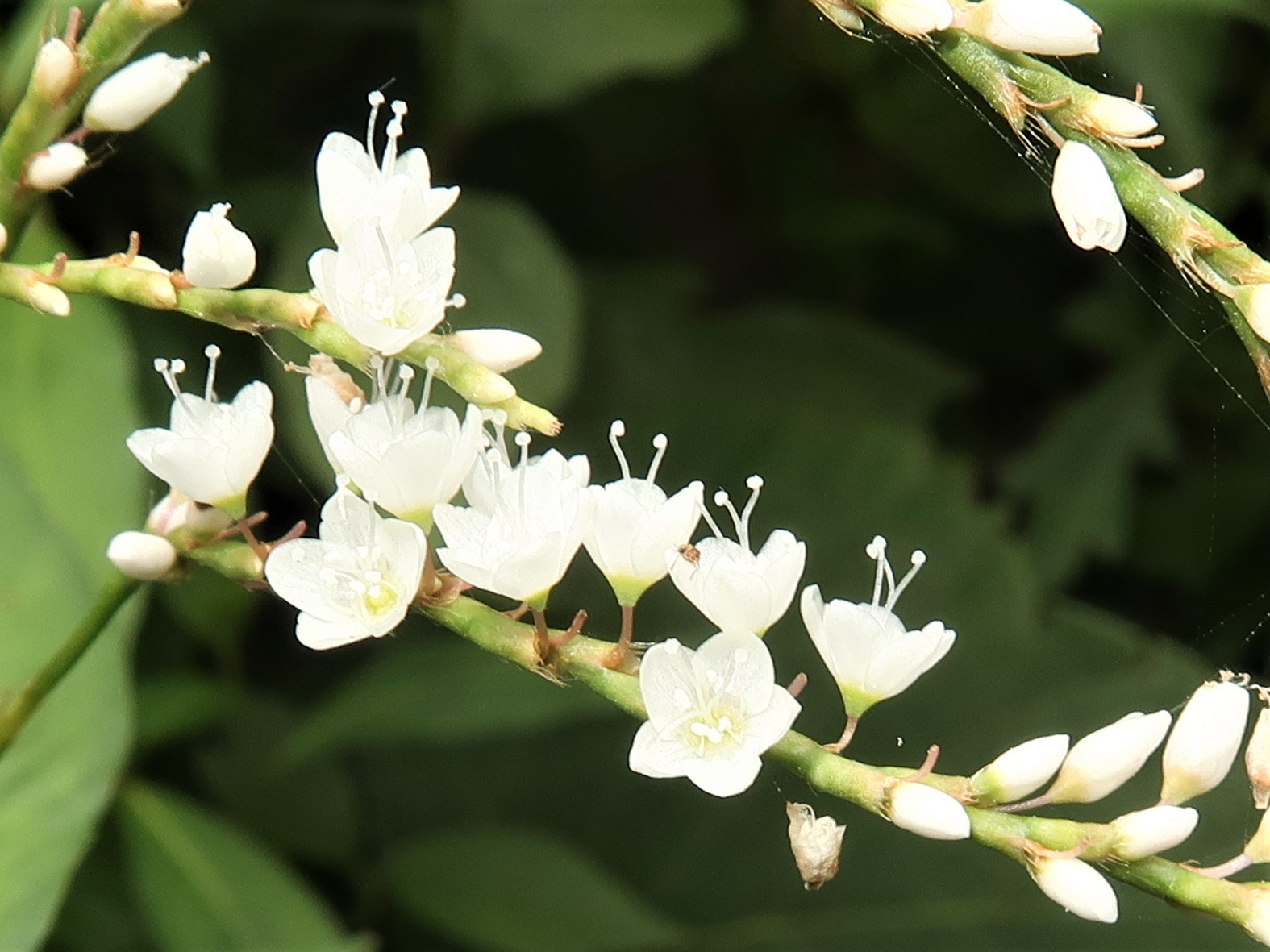
長花柱型の花。中心の3個の雌蕊が長く、周囲の雄蕊が短い。